# Lothair
Lothair is een plaats met 6000 inwoners, in de gemeente Msukaligwa in het district Gert Sibande in de Zuid-Afrikaanse provincie Mpumalanga. De boerengemeenschap ligt ongeveer 25 kilometer ten zuidoosten van Chrissiesmeer en 35 kilometer ten noordwesten van Amsterdam. 

## Subplaatsen
Het nationaal instituut voor de statistiek, Stats SA, deelt sinds de census 2011 deze hoofdplaats in in 3 zogenaamde subplaatsen (sub place):
Breyten • Lothair SP • Silindile.